# Pseudoeurycea mixteca
Pseudoeurycea mixteca é uma espécie de salamandra da família Plethodontidae.
É endémica do México.
Os seus habitats naturais são: florestas secas tropicais ou subtropicais .